# Cephalobus similigaster
Cephalobus similigaster is een rondwormensoort uit de familie van de Cephalobidae. De wetenschappelijke naam van de soort is voor het eerst geldig gepubliceerd in 1952 door Andrássy.